# Lophoptera viridistriga
Lophoptera viridistriga là một loài bướm đêm trong họ Noctuidae.